# Кязим Коюнджу
Кязим Коюнджу (тур. Kâzım Koyuncu, нар. 7 листопада 1971 у Хопі — пом. 25 червня 2005 в Стамбулі) — турецький співак лазського походження, автор виконавець фолк-рок пісень.
1993 року заснував фолк-рок гурт Zuğaşi Berepe («Діти моря»), але в 2000 році він розпався. Після цього Кязим взявся за запис двох сольних альбомів — Viya! в 2001 році і Hayde в 2004 році — що стали надзвичайно популярними в Туреччині і Грузії.
У віці 32 років помер від раку легень.

## Дискографія
В гурті Zuğaşi Berepe
- 1995: Va Mişkunan
- 1998: İgzas
- 1998: Bruxel Live

В гурті Grup Dinmeyen
- 1996: Sisler Bulvarı

Сольні альбоми
- 2001: Viya!
- 2004: Hayde
- 2006: Dünyada Bir Yerdeyim